# Ante Raspudić
Ante Raspudić (Rama, 21. ožujka 1967.) hrvatski je poduzetnik iz Bosne i Hercegovine. 

## Poduzetništvo
Godine 1968. preselio se u Hrvatsku, u Đakovo.
1989. otvara kafić u Đakovu, a 1998. i restoran i pizzeriju. 2005. kupuje kemijsku tvornicu »Meteor« u Đakovu. Njegova tvrtka »Meteor Grupa« preuzima 2015. zagrebački »Labud« i sisački »Badel«. 2018. Grupa postaje vlasnik »Badela 1862«.[nedostaje izvor]
Raspudić 2019. kupuje stambeno-poslovni projekt Đakovo Centar i hotelski projekt u Marini.[nedostaje izvor]

## Politika
Obnašao je dužnost gradonačelnika Đakova kao član Hrvatske demokratske zajednice 2008. i 2009. godine.
U veljači 2024. godine izabran je za potpredsjednika Hrvatske gospodarske komore.